# Trường Thuận
Trường Thuận (chữ Hán giản thể: 长顺县, bính âm: Chángshùn Xiàn, âm Hán Việt: Trường Thuận huyện) là một huyện thuộc Châu tự trị dân tộc Bố Y và dân tộc Miêu Kiềm Nam, tỉnh Quý Châu, Cộng hòa Nhân dân Trung Hoa. Huyện này có diện tích 1554 ki-lô-mét vuông, dân số năm 2002 là 240.000 người. Mã số bưu chính của huyện Trường Thuận là 550700. Huyện lỵ đóng tại trấn Trường Trại. Về mặt hành chính, huyện này được chia thành 12 trấn, 12 hương. 